# Robby Naish
Robby Naish (La Jolla, 23 aprile 1963) è un velista statunitense.

## Biografia
Nato in California, cresce a Kailua, alle Hawaii, ed è considerato oggi la leggenda vivente del windsurf.
Inizia a praticare surf a 8 anni e windsurf a 11. Nel 1976, all'età di soli 13 anni, vince alle Bahamas il neonato campionato mondiale di windsurf, che poi riconquista per altre 3 volte. Dal 1976 al 1981 domina la scena internazionale vincendo tutte le regate più importanti.
Nel 1981 il windsurf diventa uno sport professionistico e Naish si insedia alla prima posizione del ranking mondiale, che deterrà fino al 1987, vincendo 20 titoli nelle diverse discipline.
Domenica 1º maggio 2016 durante una session di kite per il photoshooting dei materiali 2017 a Maui, a seguito di un violento urto si rompe il bacino. Per Robby Naish l'infortunio più grave in carriera.
Naish è adesso un marchio di riferimento nel mondo del windsurf, che produce tavole, vele (ed anche tutto il resto) con grandi risultati.
Sposato con Katie, è inoltre un pioniere del kitesurf dove ha vinto 2 titoli mondiali slalom ed 1 titolo mondiale nel salto.
Negli ultimi tempi Naish si dedica allo Stand Up Paddling (SUP) rendendo questo sport molto popolare.

## Opere
- insieme a P. Brockhaus Windsurfing con Robby Naish Mursia, Milano ISBN 9788842587347
- insieme a U. Seer Robby Naish Superstar Mursia, Milano ISBN 9788842587293